# Premier Division (Irlanda)
La Premier Division (irlandese: Príomhroinn Sraith na hÉireann) è il massimo livello del campionato irlandese di calcio ed è organizzata dalla League of Ireland, lega gestita dalla FAI dopo che ne ha preso il controllo nel 2007.

## Formula
Consiste in un doppio girone all'italiana composto da dieci squadre che si affrontano con la formula di andata e ritorno da marzo a novembre. Le squadre disputano in totale 36 gare con la prima classificata che, oltre a vincere il titolo d'Irlanda, guadagna la qualificazione al secondo turno preliminare di UEFA Champions League. La seconda e la terza classificata guadagnano invece l'accesso al secondo turno preliminare di UEFA Europa League. La squadra classificatasi all'ultimo posto retrocede in First Division; la penultima e la terz'ultima si affrontano in un play-off in cui la perdente va allo spareggio interdivisionale con la vincitrice dell'incontro tra la seconda e la terza classificata della First Division.
Dal 1985, anno della sua istituzione, la Premier Division ha modificato il proprio format in maniera marginale, includendo sempre un numero di squadre partecipanti variabile da 12 a 10 (l'ultima modifica risale al 2008, con la diminuzione dei quadri da 12 a 10) e variando solo il periodo di svolgimento nel 2003 (utilizzando quindi un formato più vicino a quello dei Paesi baltici e scandinavi).
Inoltre, sempre dal 1985, Il Derry City Football Club viene ammesso nei campionati irlandesi, si tratta dell'unica squadra nordirlandese ad aver partecipato alla Premier Division. L'unica modifica importante al format della Premier Division risale al 1991 quando, al termine del campionato, la classifica fu divisa in due gironi: uno comprendente le prime sei squadre (che avrebbero lottato per il titolo) e l'altro le ultime sei (in lotta per la salvezza).

## Le squadre
Sono 50 le squadre ad aver preso parte ai 105 campionati di Premier Division dal 1921-1922 al 2025 (in grassetto):
- 105 volte:  Bohemians
- 103 volte:  Shamrock Rovers
- 100 volte:  Dundalk
- 90 volte:  Shelbourne
- 75 volte:  St Patrick's
- 73 volte:  Sligo Rovers
- 70 volte:  Waterford
- 62 volte:  Limerick
- 49 volte:  Drogheda Utd
- 44 volte:  Drumcondra
- 38 volte:  Cork City,  Derry City
- 31 volte:  Athlone Town,  Galway United
- 29 volte:  Finn Harps,  UCD
- 28 volte:  Cork Celtic
- 23 volte:  Bray Wanderers,  St. James's Gate
- 19 volte:  Bray Unknowns,  Cork Hibernians
- 16 volte:  Brideville,  Home Farm
- 14 volte:  Cork,  Transport
- 12 volte:  Longford Town
- 11 volte:  Jacobs
- 9 volte:  Cork Athletic,  Cork Utd
- 7 volte:  Dolphin
- 6 volte:  Albert Rovers
- 5 volte:  Thurles Town
- 4 volte:  Cobh Ramblers,  Monaghan Utd,  Pioneers
- 2 volte:  Brooklyn,  Cork Bohemians,  Dublin City,  Dublin Utd.,  Kilkenny City,  Midland Athletic,  Olympia,  Shelbourne Utd.
- 1 volta:  Frankfort,  Rathmines Athletic,  Reds United,  Sporting Fingal,  Wexford Youths,  YMCA

## Albo d'oro
L'albo d'oro parte dalla stagione 1985-1986, la prima seguente allo scorporo della League of Ireland in Premier Division e First Division. Nonostante la creazione di una nuova divisione, le squadre vincitrici continuano ad essere considerate campioni della League of Ireland.
- 1985-86  Shamrock Rovers
- 1986-87  Shamrock Rovers
- 1987-88  Dundalk
- 1988-89  Derry City
- 1989-90  St Patrick's
- 1990-91  Dundalk
- 1991-92  Shelbourne
- 1992-93  Cork City
- 1993-94  Shamrock Rovers
- 1994-95  Dundalk
- 1995-96  St Patrick's
- 1996-97  Derry City
- 1997-98  St Patrick's
- 1998-99  St Patrick's

- 1999-00  Shelbourne
- 2000-01  Bohemians
- 2001-02  Shelbourne
- 2002-03  Bohemians
- 2003  Shelbourne
- 2004  Shelbourne
- 2005  Cork City
- 2006  Shelbourne
- 2007  Drogheda Utd
- 2008  Bohemians
- 2009  Bohemians
- 2010  Shamrock Rovers
- 2011  Shamrock Rovers
- 2012  Sligo Rovers

- 2013  St Patrick's
- 2014  Dundalk
- 2015  Dundalk
- 2016  Dundalk
- 2017  Cork City
- 2018  Dundalk
- 2019  Dundalk
- 2020  Shamrock Rovers
- 2021  Shamrock Rovers
- 2022  Shamrock Rovers
- 2023  Shamrock Rovers
- 2024  Shelbourne